# عمر حمدي
عمر حمدي فنان تشكيلي كردي سوري ولد في قرية “تل نايف” التابعة لمحافظة الحسكة الواقعة أقصى الشمال الشرقي من سوريا عام 1951.
مارس الفن منذ الطفولة ودرسه فيما بعد دراسة خاصة، وعين مدرساً للفنون في سورية عام 1970. ثم عمل رساماً وغرافيكياً في الصحف وفي مديرية الكتب المدرسية في سورية 1971-1978. بعد ذلك سافر إلى فيينا عام 1978 ظل مقيما في النمسا حتى وفاته في عام 2015  كتب في النقد الفني وله محاولات شعرية. وصدرت العديد من المطبوعات والكتب المصورة عن أعماله. وهو عضو في الاتحاد العام للفنانين النمساويين واليونسكو. وكذلك عضو في الكونستيلر هاوس في فيينا. ويترأس لجنة التحكيم في غاليري آرت فوروم للفن الدولي المعاصر بفيينا، النمسا.
أعماله مقتناة من قبل تجار الفن في العالم، وصالات العرض، ومتاحف وبنوك ووزارات ثقافة كما يوجد هناك عدد كبير من المقتنيات الخاصة في سوريا، أمريكا، كندا، النمسا، ألمانيا، فرنسا، إيطاليا، هولندا، اليابان، سيريلانكا، وروسيا. 

## بعض من مؤلفاته
- 1976 (مالفا) عمر حمدي: الحياة واللون، باللغة العربية، دمشق / سورية.
- 1994 (من من) الفن العالمي، سويسرا.
- 1999 قاموس عالم النقد الفني، باللغة الإنكليزية، فلاش أرت للنشر.
- 2004 ألبوم (مالفا) إلى الألفية الجديدة، معرض أرنوت، نيويورك، الولايات المتحدة الأميركية.

## مختارات من معارضه الفردية
- 1976 صالة الشعب ب دمشق.
- 1977 المتحف الوطني ب حلب.
- 1979 فيينا، البنك النمساوي المركزي - آرت غاليري بشيكاغو، غاليري ليتسون بتينيسي ناشفيل - غاليري كرال بسان فرانسيسكو - وغاليري آرنوت بنيويورك.
- 1990 غاليري اتيليه - وغاليري سيليستة بفيينا ودار الفن بكوتينكن ب ألمانيا.
- 1991 غاليري فرانكين شتاين ببرلين.
- 1992 غاليري فيندلي ب نيويورك وباريس.
- 1993 غاليري آرت فوروم للفن الدولي المعاصر ب فيينا.

## مختارات من معارضه المشتركة
- 1972 - 1977 مشاركة بمعارض الخريف السنوية في المتحف الوطني بدمشق والمعارض الدورية لنقابة الفنون الجميلة بصالة الشعب.
- 1980 - 1992 مشاركة بمعارض الاتجاد العام للفنانين النمساويين داخل النمسا وخارجها.
- 1989 قصر المعارض بفيينا - والمهرجان العربي الأول للفنون - دار الفن بكوتينكين بألمانيا.
- 1985 - 1993 مشاركة بالمعارض العالمية السنوية للفنون بفرانكفورت، ألمانيا.
- 1989 المشاركة بالمعرض العالمي للفن المعاصر في مدريد، إسبانيا.
- 1990 المشاركة بالمعرض العالمي للفن المعاصر في ميلانو، إيطاليا.
- 1991 المشاركة بمعرض آرت جونكسيون الدولي في نيس، فرنسا.
- 1992 المشاركة بمهرجان بولونيا للفن المعاصر، إيطاليا. ومهرجان فيرونا للفن الأوروبي. ومعرض دار الفن في النمسا، والمعرض العالمي في إسبانيا، والمعرض الفني في مهرجان المحبة والسلام في اللاذقية، سورية.
- 1993 المشاركة بالمعرض العالمي للفن المعاصر في بودابست، هنغاريا.